# Амвросій (Полікопа)
Амвро́сій (Поліко́па), митрополит Черні́гівський і Но́вгород-Сі́верський (нар. 20 вересня 1943, с. Заливанщина) — архієрей УПЦ МП. Хіротонізований у єпископа 1998 року, а з 2003 року очолює Чернігівську єпархію УПЦ МП. Тезоіменитство — 23 жовтня. За даними OSINT-розслідування групи Molfar є громадянином Росії.

## Біографія

### Юність
Андрій Якович Полікопа народився 20 вересня 1943 року в селі Заливанщина Калинівського району Вінницької області в селянській родині.
1961 року закінчив середню школу. До армії і після демобілізації у 1965 році працював на підприємствах Одеси.
У 1967 році вступив до Одеської духовної семінарії, а 1970-го — до Московської духовної академії. По закінченні другого курсу академії одружився.

### Початок служіння
8 жовтня 1972 року був висвячений Святійшим Патріархом Пименом у сан диякона, а 15 квітня 1973 року — в сан священика.
У 1974 році за курсову роботу «Святитель Іоанн Златоуст і особливості його проповідей на Євангеліє від Матфея» отримав вчений ступінь кандидата богослов'я. Того ж року відбув на парафіяльне служіння до Харківської єпархії, де був призначений штатним священиком Благовіщенського кафедрального собору. У 1979 році став благочинним 4-го округу.
1990 року був обраний депутатом міської ради. З 1989 року викладав Закон Божий у недільній школі при Благовіщенському кафедральному соборі, а також у Харківському духовному училищі.
У 1987 році овдовів — в автомобільній катастрофі загинули дружина і син.

### Архієрейське служіння
28 червня 1998 року після прийняття чернечого постригу і возведення в сан архімандрита був хіротонізований у єпископа Новгород-Сіверського, вікарія Чернігівської єпархії.
16 жовтня 2003 року призначений правлячим архієреєм Чернігівської єпархії.
У зв'язку з розподілом Чернігівської єпархії на дві самостійні — Чернігівську та Ніжинську — рішенням Священного Синоду Української Православної Церкви від 31 травня 2007 року (Журнал № 58) отримав титул «Чернігівський і Новгород-Сіверський».
24 вересня 2008 року згідно з рішенням Священного Синоду УПЦ від 23 вересня возведений у сан архієпископа.
17 серпня 2015 року возведений у сан митрополита.

## Погляди і праці
У чернігівських храмах проповідує українською та російською мовою, за вподобанням прихожан.

### Богословські праці
- Святитель Іоанн Златоуст і особливості його проповідей на Євангеліє від Матфея (кандидатська дисертація)

### Інтерв'ю
- Архієпископ Чернігівський і Новгород-Сіверський Амвросій: «Найвище щастя — бути з Богом» (2008)
- Епископ Новгород-Северский Амвросий: «Сколько бы ни существовала Церковь на земле, она всегда будет гонима» [Архівовано 27 листопада 2010 у Wayback Machine.]
- Епископ Черниговский и Нежинский Амвросий: «Духовность и закон должны сосуществовать гармонично, поддерживая друг друга» [Архівовано 27 листопада 2010 у Wayback Machine.]

### Звернення, промови, доповіді
- Слово архімандрита Амвросія (Полікопи) при нареченні його в єпископа Новгород-Сіверського, вікарія Чернігівської єпархії